# Bahnstrecke Kamenz–Pirna
| Ausschnitt der Streckenkarte Sachsen von 1902 |                      |                                            |                                            |
| Streckennummer: | 6200; sä. KP         |                                            |                                            |
| Kursbuchstrecke (DB): | 227, 248             |                                            |                                            |
| Streckenlänge: | 45,66 km             |                                            |                                            |
| Spurweite: | 1435 mm (Normalspur) |                                            |                                            |
| Maximale Neigung: | 17 ‰                 |                                            |                                            |
| Minimaler Radius: | 227 m                |                                            |                                            |
| Streckengeschwindigkeit: | 120 km/h             |                                            |                                            |
| |                      |                                            |                                            |
| \| \| \| von Lübbenau–Hosena \| \| \| \| \| von Kamenz (Sachs) Nord Ldst \| \| \| \| 0,627 \| Kamenz (Sachs) (ehem. Inselbahnhof) \| 193 m \| \| \| 0,910 \| Tunnel Kamenz (116,7 m)[1] \| Tunnel Kamenz (116,7 m)[1] \| \| \| \| nach Bischofswerda \| \| \| \| 2,358 \| Viadukt Lückersdorf (85 m; 1945 gesprengt) \| Viadukt Lückersdorf (85 m; 1945 gesprengt) \| \| \| 4,090 \| Block Gelenau \| Block Gelenau \| \| \| 6,925 \| Viadukt Gersdorf (105 m) \| Viadukt Gersdorf (105 m) \| \| \| 7,401 \| Bischheim-Gersdorf \| 238 m \| \| \| 9,100 \| Weißbach \| Weißbach \| \| \| 9,140 \| EÜ Steinaer Straße (K 9250) \| EÜ Steinaer Straße (K 9250) \| \| \| 12,100 \| Anst FERROLI Industrie GmbH \| Anst FERROLI Industrie GmbH \| \| \| 12,472 \| Pulsnitz \| 268 m \| \| \| 12,570 \| Anst Betonwarenfabrik Mägel \| Anst Betonwarenfabrik Mägel \| \| \| 12,944 \| Brücke Pulsnitz (63 m) \| Brücke Pulsnitz (63 m) \| \| \| 13,560 \| Pulsnitz Süd (seit 2015) \| Pulsnitz Süd (seit 2015) \| \| \| 16,340 \| SÜ Bundesautobahn 4 \| SÜ Bundesautobahn 4 \| \| \| 17,140 \| EÜ Bauernsiedlung (5 m) \| EÜ Bauernsiedlung (5 m) \| \| \| 17,234 \| Großröhrsdorf \| 279 m \| \| \| 17,500 \| Anst Brauerei \| Anst Brauerei \| \| \| 17,680 \| SÜ Lichtenberger Straße (K 9204) \| SÜ Lichtenberger Straße (K 9204) \| \| \| 19,692 \| Große Röder \| Große Röder \| \| \| 19,784 \| EÜ Radeberger Straße (S 158) \| EÜ Radeberger Straße (S 158) \| \| \| 19,972 \| Kleinröhrsdorf \| 268 m \| \| \| 20,780 \| Block Röhrsdorf \| 268 m \| \| \| 23,600 \| Anst Düngerexportgesellschaft \| Anst Düngerexportgesellschaft \| \| \| 23,982 \| Arnsdorf Nord \| Arnsdorf Nord \| \| \| \| von Dresden-Neustadt \| \| \| \| 25,415 \| Arnsdorf (b Dresden) \| 251 m \| \| \| \| nach Görlitz \| \| \| \| 25,640 \| Anschl. Kohlenhandel Trepte \| Anschl. Kohlenhandel Trepte \| \| \| 25,773 \| SÜ Karswaldstraße (K 9256) \| SÜ Karswaldstraße (K 9256) \| \| \| 25,870 \| Brücke Schwarze Röder \| Brücke Schwarze Röder \| \| \| 28,600 \| Anschl. Forschungszentrum Rossendorf \| Anschl. Forschungszentrum Rossendorf \| \| \| 29,100 \| SÜ Bundesstraße 6 \| SÜ Bundesstraße 6 \| \| \| 29,810 \| Block Wilschdorf \| Block Wilschdorf \| \| \| 31,319 \| Dittersbach (b Dürrröhrsdorf) \| 248 m \| \| \| 32,110 \| Viadukt Dittersbach (131 m) \| Viadukt Dittersbach (131 m) \| \| \| 33,770 \| Anst Kohlenhandel Marschner \| Anst Kohlenhandel Marschner \| \| \| \| von Neustadt (Sachs) \| \| \| \| 33,792 \| Dürrröhrsdorf (Inselbahnhof) \| 241 m \| \| \| 34,011 \| EÜ Ziegeleistraße (K 8715) \| EÜ Ziegeleistraße (K 8715) \| \| \| 34,060 \| EÜ Hauptstraße (Staatsstraße S 161) \| EÜ Hauptstraße (Staatsstraße S 161) \| \| \| 34,350 \| Anst Kiesgrube \| Anst Kiesgrube \| \| \| \| nach Weißig-Bühlau \| \| \| \| 36,330 \| Anst Baustoffe Porschendorf GmbH \| Anst Baustoffe Porschendorf GmbH \| \| \| 37,330 \| SÜ Stolpener Straße (Staatsstraße S 164) \| SÜ Stolpener Straße (Staatsstraße S 164) \| \| \| 38,233 \| EÜ Mühlweg \| EÜ Mühlweg \| \| \| 38,465 \| EÜ Basteistraße (21 m) \| EÜ Basteistraße (21 m) \| \| \| 39,111 \| EÜ Pirnaer Straße (12 m) \| EÜ Pirnaer Straße (12 m) \| \| \| 39,375 \| Lohmen (ehem. Bf) \| 202 m \| \| \| 39,980 \| Anst VEB Mühlenbau \| Anst VEB Mühlenbau \| \| \| 44,240 \| Pirna-Copitz Nord (seit 2002) \| 136 m \| \| \| 44,345 \| Abzw Copitz (Bk) \| Abzw Copitz (Bk) \| \| \| 44,504 \| von Herrenleite \| von Herrenleite \| \| \| 44,540 \| Anst VEB Guß- und Farbenglaswerke \| Anst VEB Guß- und Farbenglaswerke \| \| \| 44,570 \| EÜ Pillnitzer Straße (8 m) \| EÜ Pillnitzer Straße (8 m) \| \| \| 44,940 \| EÜ Leglerstraße (6 m) \| EÜ Leglerstraße (6 m) \| \| \| 45,194 \| EÜ Schillerstraße (7 m) \| EÜ Schillerstraße (7 m) \| \| \| 45,334 \| Pirna-Copitz \| 125 m \| \| \| 45,445 \| EÜ Pratzschwitzer Straße (11 m) \| EÜ Pratzschwitzer Straße (11 m) \| \| \| 45,650 \| Elbbrücke (297 m) \| Elbbrücke (297 m) \| \| \| 45,890 \| Dresden–Děčín \| Dresden–Děčín \| \| \| 46,000 \| EÜ An der Elbe (7 m) \| EÜ An der Elbe (7 m) \| \| \| 46,147 \| EÜ Bahnhofstraße (15 m) \| EÜ Bahnhofstraße (15 m) \| \| \| \| von Děčín hl. n. \| \| \| \| 46,285 \| Pirna (Keilbahnhof) \| 118 m \| \| \| \| nach Dresden-Neustadt \| \| \| \| \| nach Bad Gottleuba \| \| |                      |                                            |                                            |
| Strecke |                      | von Lübbenau–Hosena                        | von Lübbenau–Hosena                        |
| Abzweig geradeaus und ehemals von links |                      | von Kamenz (Sachs) Nord Ldst               | von Kamenz (Sachs) Nord Ldst               |
| Bahnhof | 0,627                | Kamenz (Sachs) (ehem. Inselbahnhof)        | 193 m                                      |
| Tunnel | 0,910                | Tunnel Kamenz (116,7 m)                    | Tunnel Kamenz (116,7 m)                    |
| Abzweig geradeaus und ehemals nach links |                      | nach Bischofswerda                         | nach Bischofswerda                         |
| Brücke | 2,358                | Viadukt Lückersdorf (85 m; 1945 gesprengt) | Viadukt Lückersdorf (85 m; 1945 gesprengt) |
| ehemalige Blockstelle | 4,090                | Block Gelenau                              | Block Gelenau                              |
| Brücke | 6,925                | Viadukt Gersdorf (105 m)                   | Viadukt Gersdorf (105 m)                   |
| Haltepunkt / Haltestelle | 7,401                | Bischheim-Gersdorf                         | 238 m                                      |
| Brücke über Wasserlauf | 9,100                | Weißbach                                   | Weißbach                                   |
| Brücke | 9,140                | EÜ Steinaer Straße (K 9250)                | EÜ Steinaer Straße (K 9250)                |
| Abzweig geradeaus und ehemals von links | 12,100               | Anst FERROLI Industrie GmbH                | Anst FERROLI Industrie GmbH                |
| Bahnhof | 12,472               | Pulsnitz                                   | 268 m                                      |
| Abzweig geradeaus und ehemals von rechts | 12,570               | Anst Betonwarenfabrik Mägel                | Anst Betonwarenfabrik Mägel                |
| Brücke über Wasserlauf | 12,944               | Brücke Pulsnitz (63 m)                     | Brücke Pulsnitz (63 m)                     |
| Haltepunkt / Haltestelle | 13,560               | Pulsnitz Süd (seit 2015)                   | Pulsnitz Süd (seit 2015)                   |
| Strecke mit Straßenbrücke | 16,340               | SÜ Bundesautobahn 4                        | SÜ Bundesautobahn 4                        |
| Brücke | 17,140               | EÜ Bauernsiedlung (5 m)                    | EÜ Bauernsiedlung (5 m)                    |
| Haltepunkt / Haltestelle | 17,234               | Großröhrsdorf                              | 279 m                                      |
| Abzweig geradeaus und ehemals nach links | 17,500               | Anst Brauerei                              | Anst Brauerei                              |
| Strecke mit Straßenbrücke | 17,680               | SÜ Lichtenberger Straße (K 9204)           | SÜ Lichtenberger Straße (K 9204)           |
| Brücke über Wasserlauf | 19,692               | Große Röder                                | Große Röder                                |
| Brücke | 19,784               | EÜ Radeberger Straße (S 158)               | EÜ Radeberger Straße (S 158)               |
| Haltepunkt / Haltestelle | 19,972               | Kleinröhrsdorf                             | 268 m                                      |
| ehemalige Blockstelle | 20,780               | Block Röhrsdorf                            | 268 m                                      |
| Abzweig geradeaus und ehemals nach links | 23,600               | Anst Düngerexportgesellschaft              | Anst Düngerexportgesellschaft              |
| Blockstelle | 23,982               | Arnsdorf Nord                              | Arnsdorf Nord                              |
| Abzweig geradeaus, nach rechts und von rechts |                      | von Dresden-Neustadt                       | von Dresden-Neustadt                       |
| Bahnhof | 25,415               | Arnsdorf (b Dresden)                       | 251 m                                      |
| Abzweig ehemals geradeaus und nach links |                      | nach Görlitz                               | nach Görlitz                               |
| Abzweig geradeaus und nach rechts (Strecke außer Betrieb) | 25,640               | Anschl. Kohlenhandel Trepte                | Anschl. Kohlenhandel Trepte                |
| Strecke mit Straßenbrücke (Strecke außer Betrieb) | 25,773               | SÜ Karswaldstraße (K 9256)                 | SÜ Karswaldstraße (K 9256)                 |
| Brücke über Wasserlauf (Strecke außer Betrieb) | 25,870               | Brücke Schwarze Röder                      | Brücke Schwarze Röder                      |
| Abzweig geradeaus und nach rechts (Strecke außer Betrieb) | 28,600               | Anschl. Forschungszentrum Rossendorf       | Anschl. Forschungszentrum Rossendorf       |
| Strecke mit Straßenbrücke (Strecke außer Betrieb) | 29,100               | SÜ Bundesstraße 6                          | SÜ Bundesstraße 6                          |
| Blockstelle (Strecke außer Betrieb) | 29,810               | Block Wilschdorf                           | Block Wilschdorf                           |
| Haltepunkt / Haltestelle (Strecke außer Betrieb) | 31,319               | Dittersbach (b Dürrröhrsdorf)              | 248 m                                      |
| Brücke (Strecke außer Betrieb) | 32,110               | Viadukt Dittersbach (131 m)                | Viadukt Dittersbach (131 m)                |
| Abzweig geradeaus und nach rechts (Strecke außer Betrieb) | 33,770               | Anst Kohlenhandel Marschner                | Anst Kohlenhandel Marschner                |
| Abzweig ehemals geradeaus und von links |                      | von Neustadt (Sachs)                       | von Neustadt (Sachs)                       |
| Bahnhof | 33,792               | Dürrröhrsdorf (Inselbahnhof)               | 241 m                                      |
| Brücke | 34,011               | EÜ Ziegeleistraße (K 8715)                 | EÜ Ziegeleistraße (K 8715)                 |
| Brücke | 34,060               | EÜ Hauptstraße (Staatsstraße S 161)        | EÜ Hauptstraße (Staatsstraße S 161)        |
| Abzweig geradeaus und ehemals nach rechts | 34,350               | Anst Kiesgrube                             | Anst Kiesgrube                             |
| Abzweig geradeaus und ehemals nach rechts |                      | nach Weißig-Bühlau                         | nach Weißig-Bühlau                         |
| Abzweig geradeaus und ehemals von rechts | 36,330               | Anst Baustoffe Porschendorf GmbH           | Anst Baustoffe Porschendorf GmbH           |
| Strecke mit Straßenbrücke | 37,330               | SÜ Stolpener Straße (Staatsstraße S 164)   | SÜ Stolpener Straße (Staatsstraße S 164)   |
| Brücke | 38,233               | EÜ Mühlweg                                 | EÜ Mühlweg                                 |
| Brücke | 38,465               | EÜ Basteistraße (21 m)                     | EÜ Basteistraße (21 m)                     |
| Brücke | 39,111               | EÜ Pirnaer Straße (12 m)                   | EÜ Pirnaer Straße (12 m)                   |
| Haltepunkt / Haltestelle | 39,375               | Lohmen (ehem. Bf)                          | 202 m                                      |
| Abzweig geradeaus und ehemals nach rechts | 39,980               | Anst VEB Mühlenbau                         | Anst VEB Mühlenbau                         |
| Haltepunkt / Haltestelle | 44,240               | Pirna-Copitz Nord (seit 2002)              | 136 m                                      |
| ehemalige Blockstelle | 44,345               | Abzw Copitz (Bk)                           | Abzw Copitz (Bk)                           |
| Abzweig geradeaus und ehemals von links | 44,504               | von Herrenleite                            | von Herrenleite                            |
| Abzweig geradeaus und ehemals von rechts | 44,540               | Anst VEB Guß- und Farbenglaswerke          | Anst VEB Guß- und Farbenglaswerke          |
| Brücke | 44,570               | EÜ Pillnitzer Straße (8 m)                 | EÜ Pillnitzer Straße (8 m)                 |
| Brücke | 44,940               | EÜ Leglerstraße (6 m)                      | EÜ Leglerstraße (6 m)                      |
| Brücke | 45,194               | EÜ Schillerstraße (7 m)                    | EÜ Schillerstraße (7 m)                    |
| Haltepunkt / Haltestelle | 45,334               | Pirna-Copitz                               | 125 m                                      |
| Brücke | 45,445               | EÜ Pratzschwitzer Straße (11 m)            | EÜ Pratzschwitzer Straße (11 m)            |
| Brücke über Wasserlauf | 45,650               | Elbbrücke (297 m)                          | Elbbrücke (297 m)                          |
| Kreuzung geradeaus oben | 45,890               | Dresden–Děčín                              | Dresden–Děčín                              |
| Brücke | 46,000               | EÜ An der Elbe (7 m)                       | EÜ An der Elbe (7 m)                       |
| Brücke | 46,147               | EÜ Bahnhofstraße (15 m)                    | EÜ Bahnhofstraße (15 m)                    |
| Abzweig geradeaus und von rechts |                      | von Děčín hl. n.                           | von Děčín hl. n.                           |
| Bahnhof | 46,285               | Pirna (Keilbahnhof)                        | 118 m                                      |
| Abzweig ehemals geradeaus, nach rechts und ehemals von rechts |                      | nach Dresden-Neustadt                      | nach Dresden-Neustadt                      |
| Strecke (außer Betrieb) |                      | nach Bad Gottleuba                         | nach Bad Gottleuba                         |

Die Bahnstrecke Kamenz–Pirna ist eine als Hauptbahn erbaute Eisenbahnverbindung in Sachsen. Sie schließt in Kamenz an die Bahnstrecke Lübbenau–Kamenz an und führt über Pulsnitz und Arnsdorf nach Pirna, wo sie in die Bahnstrecke Děčín–Dresden-Neustadt einmündet. Der Abschnitt Arnsdorf–Dürrröhrsdorf ist seit 2007 stillgelegt.

## Geschichte

### Vorgeschichte und Bau
Kamenz–Radeberg/Arnsdorf

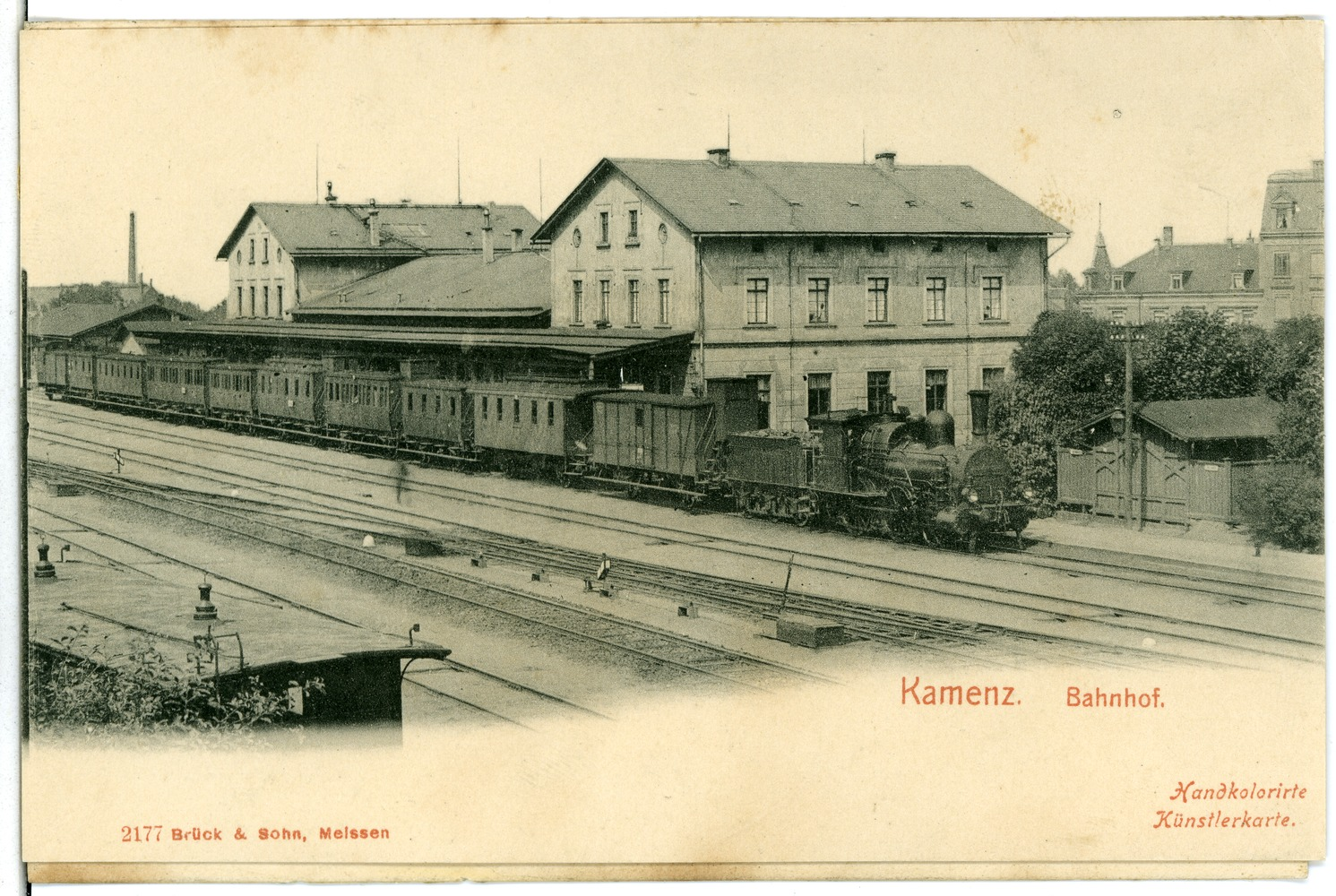
Bahnhof Kamenz um 1901

Bereits im Dezember 1846 bestand mit der Bahnstrecke Dresden–Görlitz der Sächsisch-Schlesischen Eisenbahngesellschaft eine Bahnstrecke in der Oberlausitz, welche, vom Schlesischen Bahnhof Dresden ausgehend, die größeren Oberlausitzer Städte Bautzen und Löbau miteinander verband. Am 29. April 1847 fand die Erprobungsfahrt zwischen Löbau und Reichenbach (Grenze zur Preußischen Provinz Schlesien) statt; am 1. Juli 1847 wurde der Abschnitt bis Reichenbach eröffnet, und am 1. September 1847 erfolgte die feierliche Eröffnung der 102,2 Kilometer langen Gesamtstrecke von Görlitz nach Dresden.
Kamenz, einst als Mitglied des Oberlausitzer Sechsstädtebundes eine der mächtigsten Städte der Region, lag weit abseits dieser Linie. 1862 gründete sich eine Aktiengesellschaft, um auf privater Basis eine Eisenbahnstrecke nach Kamenz zu bauen. Letztlich konnte das Projekt wegen fehlender finanzieller Mittel nicht realisiert werden.
1867 richteten Kamenzer Bürger eine neue Petition an den sächsischen Landtag, eine Bahn auf Staatskosten von Radeberg nach Kamenz zu bauen. Der Abzweig von Radeberg wurde gewählt, weil der Bahnhof Arnsdorf erst 1875 errichtet und danach als Knoten ausgebaut wurde. Unterdessen war jenseits der sächsischen Landesgrenze in Preußen der Bau einer Verbindung von Lübbenau in Richtung Senftenberg begonnen worden, sodass eine Weiterführung über Kamenz in Richtung Dresden rentabel erschien. Im Mai 1868 wurde der Bau der Strecke Radeberg–Kamenz auf Staatskosten beschlossen. Im August 1868 sicherte die preußische Regierung auch die Fortführung über die Landesgrenze zu.
Erste Vorarbeiten zum Bau der Strecke begannen im Juli 1868. Die eigentlichen Bauarbeiten begannen am 3. März 1869 an der Abzweigstelle aus der Strecke Dresden–Görlitz am km 81,835 über einen Verbindungsbogen, der sogenannten Arnsdorfer Kurve. Diese befindet sich am späteren westlichen Ende des Bf Arnsdorf. Neben dem Bau einiger größerer Viadukte musste im Stadtgebiet von Kamenz auch ein kurzer Tunnel errichtet werden. Wegen des erwarteten Durchgangsverkehrs wurde die Trasse für zwei Gleise vorgesehen, auch wenn vorerst nur ein Gleis gebaut wurde.
Am 30. September 1871 konnte die Strecke schließlich mit einem Festzug eröffnet werden. Wenig später war auch die preußische Anschlussstrecke fertiggestellt. Der durchgehende Zugverkehr in Richtung Lübbenau wurde am 1. Mai 1874 aufgenommen.
Arnsdorf–Pirna

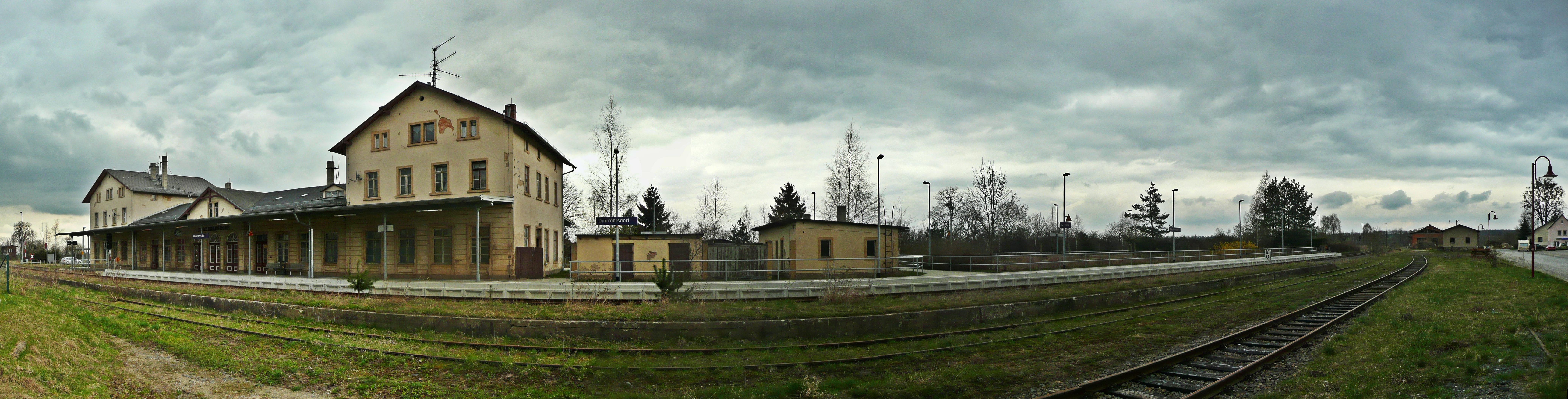
Bahnhof Dürrröhrsdorf

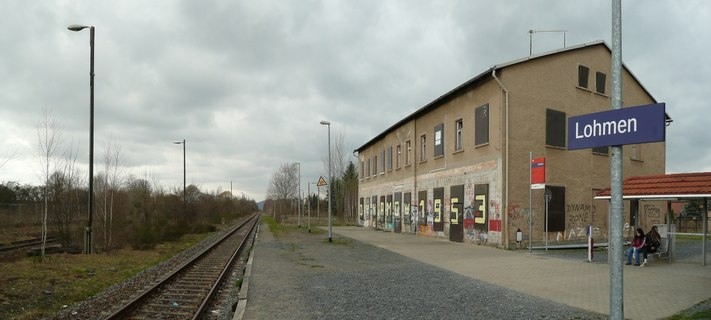
Haltepunkt Lohmen

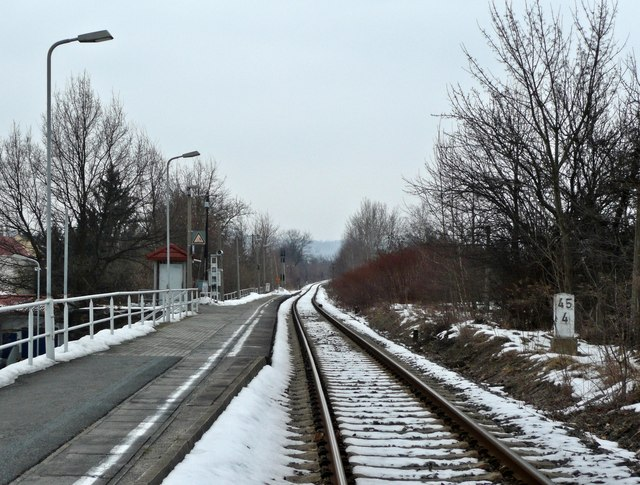
Strecke am Haltepunkt Pirna-Copitz

Bereits während des Baus der Strecke zwischen Radeberg und Kamenz war deren Verlängerung nach Süden vorgesehen gewesen. Eine solche Strecke sollte vor allem wegen des Transportes böhmischer Braunkohle in die Oberlausitz gebaut werden, eine etwaige Bedeutung im Reisezugverkehr spielte bei diesen Erwägungen nur eine untergeordnete Rolle. Ziemlich schnell stellte es sich als Fehler heraus, dass die Kamenzer Strecke aus Richtung Radeberg in die Sächsisch-Schlesische Eisenbahn eingebunden war.
Anfang 1872 war das Projekt zum Bau einer Strecke zwischen Arnsdorf und Pirna ausgearbeitet. Bei Arnsdorf war anstelle des seit 1845 am km 78,41 bestehenden Haltepunktes Fischbach (stillgelegt 1877) ein neuer Bahnhof an der Görlitzer Strecke vorgesehen, in den auch die Strecke aus Richtung Kamenz über einen zweiten Verbindungsbogen einmünden sollte, ohne weiter Radeberg berühren zu müssen.
Am 13. März 1872 bewilligte der sächsische Landtag für den Bau der Strecke Arnsdorf–Pirna insgesamt 4 Mio. Taler. Im Sommer 1872 begannen die Bauarbeiten.
Neben dem Bau der Elbbrücke in Pirna und des Viaduktes über die Wesenitz bei Dittersbach verursachte vor allem auch die Verlegung des Pirnaer Bahnhofes enorme Kosten. Auf dem Gefälleabschnitt von Dürrröhrsdorf bis Pirna waren neben der Anlage mehrerer tiefer Einschnitte auch größere Dammschüttungen nötig. Der Bau von Tunneln konnte durch die Trassenführung oberhalb des tiefen Wesenitztales hingegen vermieden werden. Zwischen Dürrröhrsdorf und Pirna war die Strecke zweigleisig ausgebaut, auf der restlichen Strecke war das zweite Gleisplanum vorbereitet. Im Oktober 1875 war die Strecke fertiggestellt, eröffnet wurde sie am 15. Oktober 1875.

### Betrieb
Im Güterverkehr erfüllte die Strecke die Erwartungen. 1901 erhielt auch der Abschnitt zwischen Arnsdorf und Dürrröhrsdorf ein zweites Gleis. Reisezüge fuhren allerdings nie durchgängig über die Gesamtstrecke. In den Fahrplänen war die Verbindung stets in die Abschnitte Kamenz–Arnsdorf und Arnsdorf–Pirna aufgeteilt. Am 1. Januar 1911 wurde der kaum mehr genutzte erste Verbindungsbogen Kleinröhrsdorf–Radeberg (Arnsdorfer Kurve) aufgegeben, ausgebaut wurde das Gleis allerdings erst 1948.
Nach dem Ersten Weltkrieg verringerten sich die Kohleeinfuhren aus Böhmen auf ein Minimum, was einen starken Rückgang des Güterverkehrs nach sich zog. Die Deutsche Reichsbahn stufte darum am 1. April 1924 den Abschnitt Arnsdorf–Dürrröhrsdorf zur Nebenbahn ab.
Im Zweiten Weltkrieg waren die Pirnaer Bahnhofsanlagen von einem schweren Bombenangriff der U.S. Air Force am 19. April 1945 betroffen, sodass dort jeglicher Zugverkehr bis zum Kriegsende zum Erliegen kam. Schwer beschädigt war auch die Pirnaer Elbbrücke, die erst ab dem 9. September 1945 nach dem Einbau eines Stahlüberbaues wieder befahrbar war. Zwischen 1945 und 1948 wurde das zweite Gleis als Reparationsleistung für die Sowjetunion demontiert.
Am 1. Oktober 1949 verlor auch der Abschnitt Dürrröhrsdorf–Pirna den Status als Hauptbahn.

### Nach der politischen Wende 1989

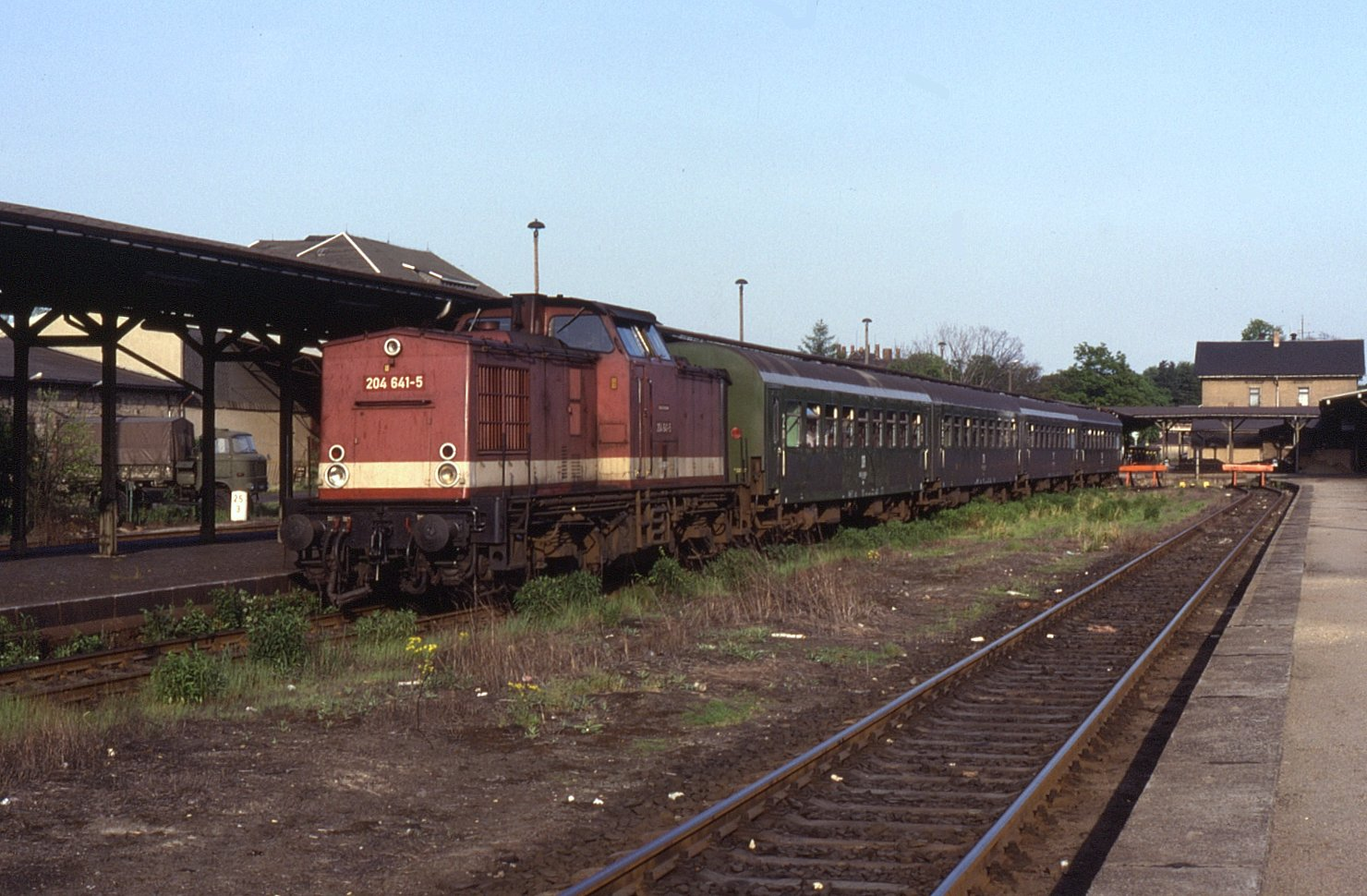
Reisezug in Richtung Kamenz im Bahnhof Arnsdorf (1992)

Nach der politischen Wende in der DDR 1989 kam es zu einem drastischen Rückgang der Verkehrsleistungen im Reise- und Güterverkehr. Trotzdem wurde die Gesamtstrecke in den folgenden Jahren komplett saniert, was auch die Erneuerung der Elbbrücke mit einschloss.

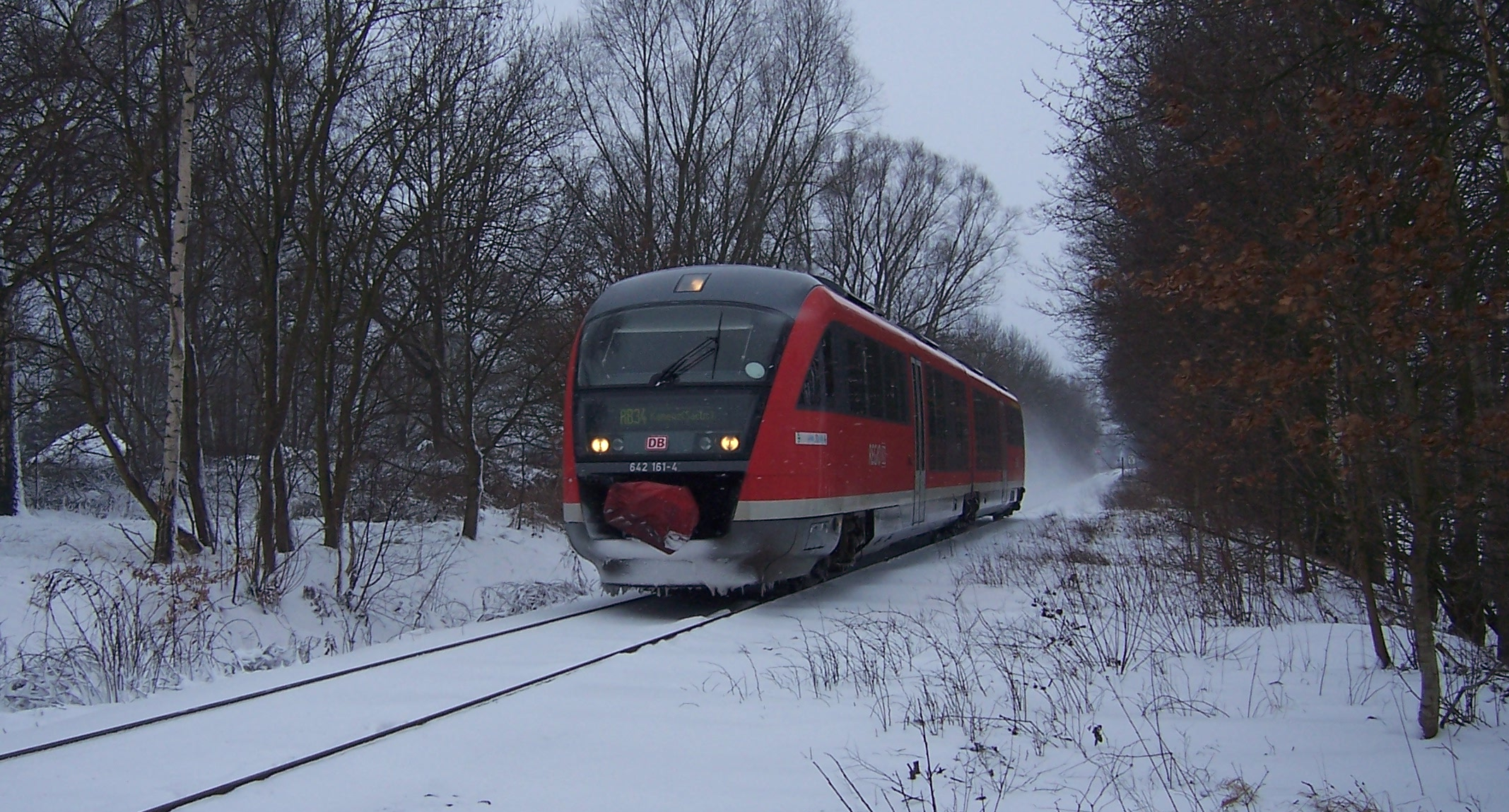
Desiro-Triebwagen bei Arnsdorf in Richtung Kamenz (2009)

Am 23. Mai 1998 wurde der Reiseverkehr zwischen Arnsdorf und Dürrröhrsdorf vom verantwortlichen Verkehrsverbund Oberelbe abbestellt und die Bedienung im Güterverkehr zum Ende des gleichen Jahres eingestellt. Letztmals im Regionalverkehr wurde dieser Abschnitt im August 2002 während der Flutkatastrophe genutzt, um Pirna erreichbar zu halten, da die Hauptstrecke Dresden–Bad Schandau gesperrt werden musste. Genutzt wurde dieser Abschnitt fortan nur noch für gelegentlichen Umleitungsverkehr. In diesem Zusammenhang verkehrten während Bauarbeiten im Knoten Dresden auch die Eurocity-Züge der Relation Berlin–Prag über diese Strecke. Trotz dieser Bedeutung wurde der Abschnitt am 1. Februar 2007 endgültig stillgelegt.
Im April 2009 begannen die Bauarbeiten zum Wiederaufbau der Arnsdorfer Kurve in Richtung Radeberg, die wieder direkte Zugfahrten von Dresden nach Kamenz ermöglicht. Dazu wurden im Frühjahr 2007 Bäume auf dem alten Planum gefällt. Die Inbetriebnahme der für 110 km/h ausgelegten Verbindungskurve erfolgte im Oktober 2009. Für ihren Bau waren fünf Millionen Euro veranschlagt. Nach der Inbetriebnahme konnte die Fahrzeit der Regionalbahnen in der Relation Dresden–Kamenz um bis zu 14 Minuten verkürzt werden, da der Halt in Arnsdorf mit Fahrtrichtungswechsel sowie das Warten auf den Gegenzug entfielen. Als Ausgleich für die wegfallende Zugverbindung halten die Regionalexpresszüge auf den Linien Dresden–Görlitz und Dresden–Zittau seit dem Fahrplanwechsel im Dezember 2008 zusätzlich in Arnsdorf.
Ab dem 12. Dezember 2010 erbrachte die Städtebahn Sachsen alle Verkehrsleistungen im öffentlichen Personennahverkehr auf den Relationen Dresden – Kamenz und Pirna – Neustadt (– Bad Schandau). Nach zwischenzeitlichen Busnotersatzverkehr wurden nach einer Notvergabe die Verkehrsleistungen bis Mitte Dezember 2021 von der Mitteldeutschen Regiobahn erbracht, nachdem die Städtebahn Sachsen am 25. Juli 2019 den Bahnbetrieb unvorangekündigt eingestellt hatte. Von Dresden nach Kamenz herrschte Montag bis Samstag Stundentakt, in der Gegenrichtung jedoch nur ein 54–66-Min.-Takt; sonntags bestand 2-Stunden-Takt. Die Symmetriezeit lag einige Minuten früher als üblich.
Über mehrere Jahre hinweg hatte die DB Netz AG den Streckenabschnitt zwischen Kamenz und Arnsdorf bis ins Frühjahr 2014 hinein umfassend modernisiert. Neben den Gleisanlagen wurden sechs Überführungen modernisiert, sieben Durchlässe im Bahndamm erneuert und 14 Bahnübergänge zum Teil grundlegend neu gestaltet und dem aktuellen Stand der Sicherungstechnik angepasst. Im Ergebnis konnte ab dem kleinen Fahrplanwechsel am 15. Juni 2014 die Streckengeschwindigkeit in diesem Abschnitt auf 120 km/h angehoben und die Fahrzeit um zwei Minuten gesenkt werden. Die DB Netz AG investierte dafür rund 6,5 Mio. Euro.

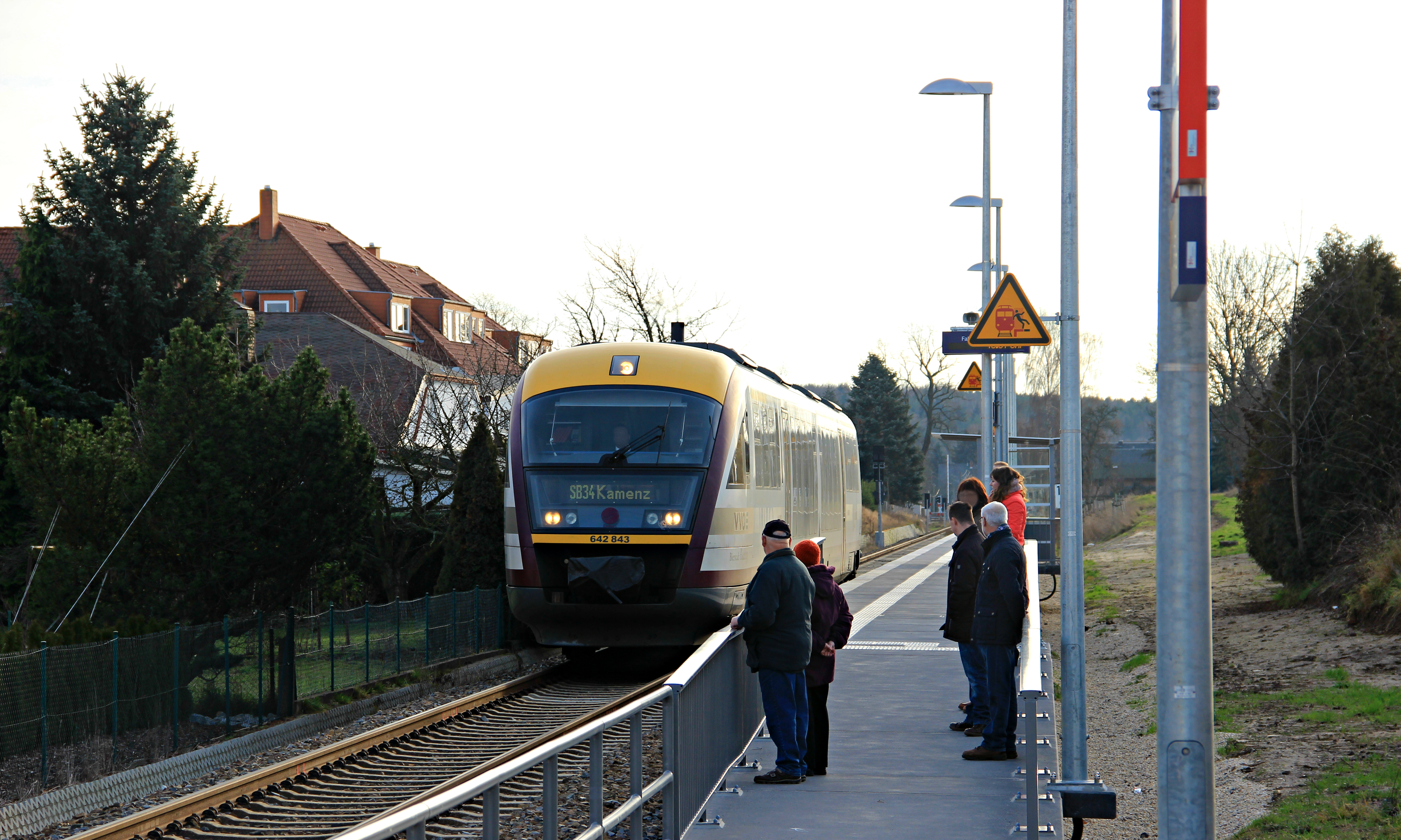
Aus Dresden kommender Desiro-Triebwagen Bierstadt Radeberg der Städtebahn Sachsen im Haltepunkt Pulsnitz Süd (Dezember 2015)

Im Oktober 2015 begann der Bau eines neuen Haltepunkts Pulsnitz Süd, der sich in der Stadt Pulsnitz südlich des Bahnübergangs Dresdner Straße befindet. Später soll noch ein zweiter Zugang von der August-Bebel-Straße errichtet werden. Der von der Robert-Koch-Straße stufenfrei erreichbare neue Haltepunkt wurde am 11. Dezember 2015 in Betrieb genommen. Die Deutsche Bahn AG, die Bundesrepublik Deutschland und der Verkehrsverbund Oberelbe investierten gemeinsam rund 625.000 Euro für den neuen Haltepunkt. Im September 2016 zog der Verkehrsverbund Oberelbe eine positive Bilanz zum Reiseverkehrs-Aufkommen in Pulsnitz. Die Gesamtzahl der Ein- und Aussteiger bei beiden Halten in Pulsnitz wird werktäglich mit 640 Reisenden angegeben. Sie liegen damit insgesamt deutlich höher als vor der Eröffnung des neuen Haltepunktes.
Im Zusammenhang mit der geplanten Umverteilung von Regionalisierungsmitteln schloss der Verkehrsverbund Oberelbe (VVO) im Januar 2016 die perspektivische Einstellung des Personenverkehrs zwischen Pirna und Dürrröhrsdorf nicht aus. Nach Aufstockung der Regionalisierungsmittel des Bundes (gegenüber der ursprünglichen Planung) für den Freistaat Sachsen bis 2031 erschien im Sommer 2016 die Finanzierbarkeit der SPNV-Leistungen auf der Relation Pirna–Dürrröhrsdorf (–Sebnitz) durch den VVO bis 2031 gesichert.
Seit dem 10. Dezember 2017 ist ein verbesserter Reisezugfahrplan in Kraft, der tagsüber auch an Sonn- und Feiertagen einen Einstundentakt zwischen Dresden und Kamenz vorsieht. Die Fahrzeit von Dresden Hbf nach Kamenz liegt bei 47, in der Gegenrichtung bei 46 Minuten, was einer durchschnittlichen Reisegeschwindigkeit von etwa 65 Kilometern pro Stunde entspricht. Die Zugkreuzung – etwas vor der üblichen Symmetrieminute – liegt auf der zweigleisigen Strecke Görlitz–Dresden bei Radeberg.
Nach der Neuausschreibung der Verkehrsleistungen infolge der Insolvenz der Städtebahn Sachsen übernahm DB Regio Südost die Linien Dresden–Kamenz und Pirna–Neustadt–Sebnitz zum 12. Dezember 2021. Zwischen Dresden und Kamenz wird der Fahrplan seitdem im werktäglichen Berufsverkehr auf einen Halbstundentakt verdichtet. Wegen dieser Qualitätsverbesserung wurde die Linie als S8 in das Dresdner S-Bahn-Netz integriert.
Auf der stillgelegten Strecke zwischen Dürrröhrsdorf und Arnsdorf gibt es seit 2018 ein touristisches Angebot mit Fahrrad- und Handhebeldraisinen. Der Startpunkt mit Ausleihstation liegt dabei im Bereich der früheren Anschlussstelle des Forschungszentrums Rossendorf an der Bundesstraße 6.

## Ausblick
Im Rahmen der Mitte 2015 aufgenommenen Vorplanung zur Elektrifizierung der Bahnstrecke Görlitz–Dresden lässt der Freistaat Sachsen prüfen, ob im Falle der Umsetzung des Vorhabens zeitgleich auch der Streckenabschnitt Kamenz–Radeberg/Arnsdorf mit elektrifiziert werden kann. Zudem ist die Elektrifizierung des Abschnitts Kamenz – Arnsdorf (durchgehende Verbindung Cottbus – Hoyerswerda – Kamenz – Dresden) im Maßnahmenpaket der Bundesregierung enthalten.